# Kamelot
Kamelot este o formație progressive power metal din Tampa, Florida, SUA. Trupa a fost fondată în 1991 de către Thomas Youngblood și Richard Warner.

## Membrii formației

### Membri actuali
- Thomas Youngblood: chitare, back vocal (1991–prezent)
- Sean Tibbetts: chitară bas (1991–1992, 2009–prezent)
- Casey Grillo: baterie (1997–prezent)
- Oliver Palotai: clape (2005–prezent)
- Tommy Karevik: vocal (2012–prezent)

### Foști membri
- Roy Khan: vocal (1998–2011)
- Glenn Barry: chitară bas (1992–2009)[1][2]
- David Pavlicko: clape (1993[3]−1998)[4]
- Mark Vanderbilt: vocal (1991–1998[3])[5][6]
- Richard Warner: baterie (1991–1997)

### Cronologie

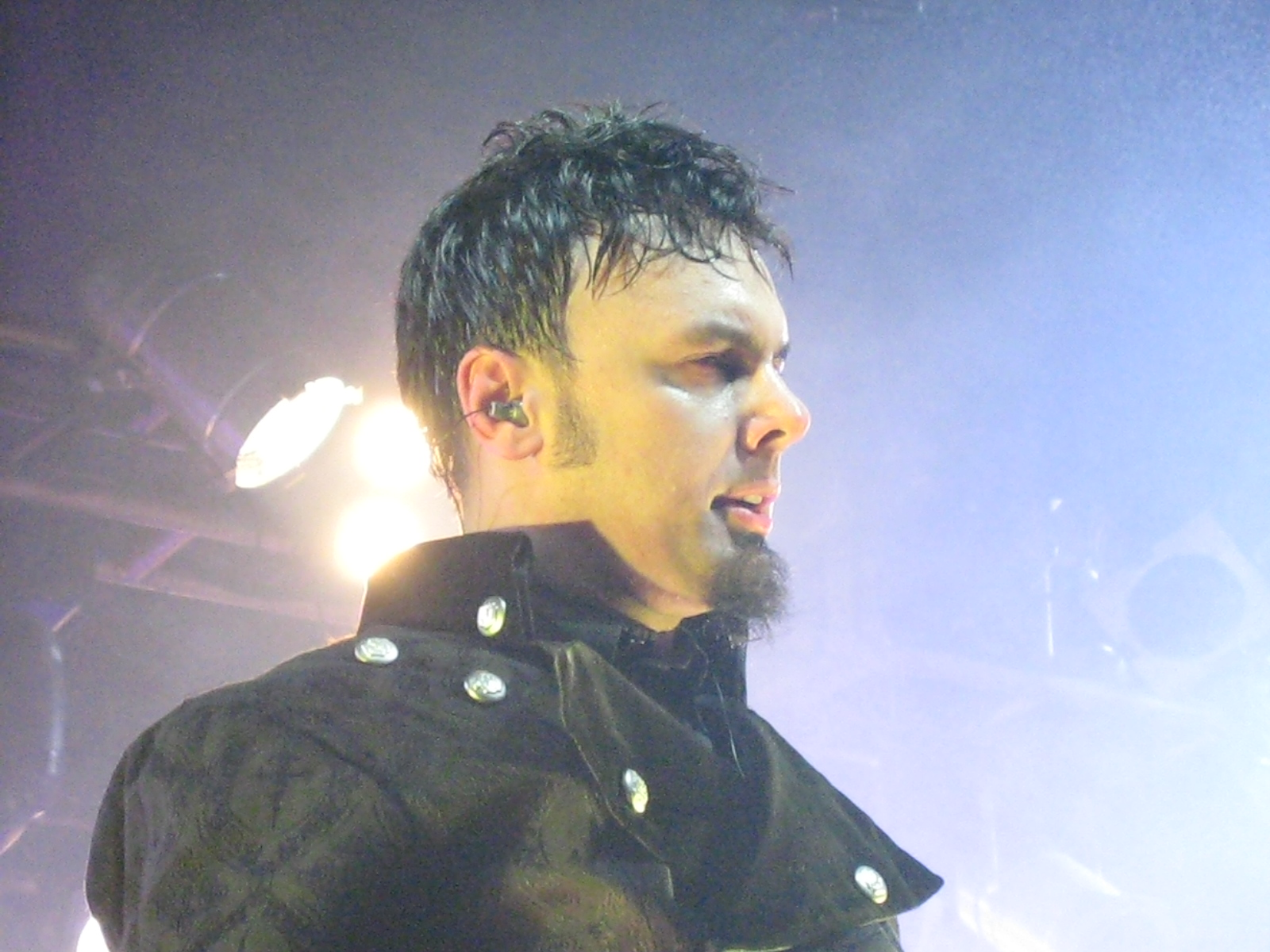
Roy Khan, fostul solist al formației

## Discografie

### Albume de studio

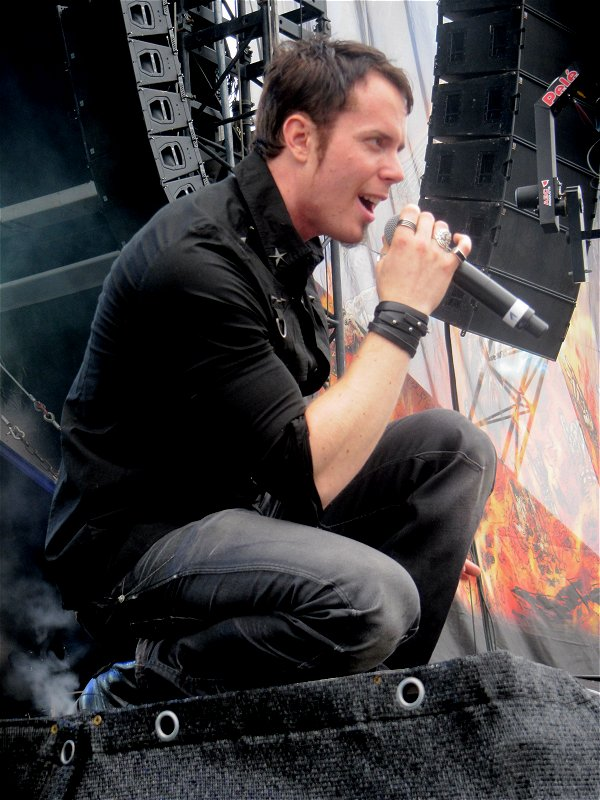
Tommy Karevik, actualul vocalist al formației

- Eternity (1995)
- Dominion (1997)
- Siége Perilous (1998)
- The Fourth Legacy (1999)
- Karma (2001)
- Epica (2003)
- The Black Halo (2005)
- Ghost Opera (2007)
- Tommy Karevik, actualul vocalist al formațieiPoetry for the Poisoned (2010)
- Silverthorn (2012)[7]
- Haven (2015)
- The Shadow Theory (2018)

### Re-lansări
- Ghost Opera - The Second Coming (2008)
- Poetry For The Poisoned & Live From Wacken – Limited Tour Edition (2011)

### Albume compilație
- Myths & Legends of Kamelot (2007)

### Albume live
- The Expedition (2000)
- One Cold Winter's Night (2006).

### DVD-uri live
- One Cold Winter's Night (2006)

### Single-uri/Video
- Soul Society (2005)
- The Haunting (Somewhere in Time) (featuring Simone Simons) (2006)
- March of Mephisto (featuring Shagrath) (2006)
- Ghost Opera (2007)
- The Human Stain (2007)
- Rule the World (2008)
- Love You to Death (2009)
- Necropolis (2010)
- The Great Pandemonium (featuring Björn "Speed" Strid) (2011)[8]
- Sacrimony (Angel of Afterlife) (featuring Elize Ryd & Alissa White-Gluz) (2012)
- My Confession (featuring Eklipse) (2013)
- Ashes to Ashes (2013)